# Jef Ramaekers
Jozef Maria Felix Armand Ramaekers (Tienen, 5 juni 1923 - Reet, 14 november 2004) was een Belgisch politicus voor de BSP en vervolgens de SP.

## Levensloop

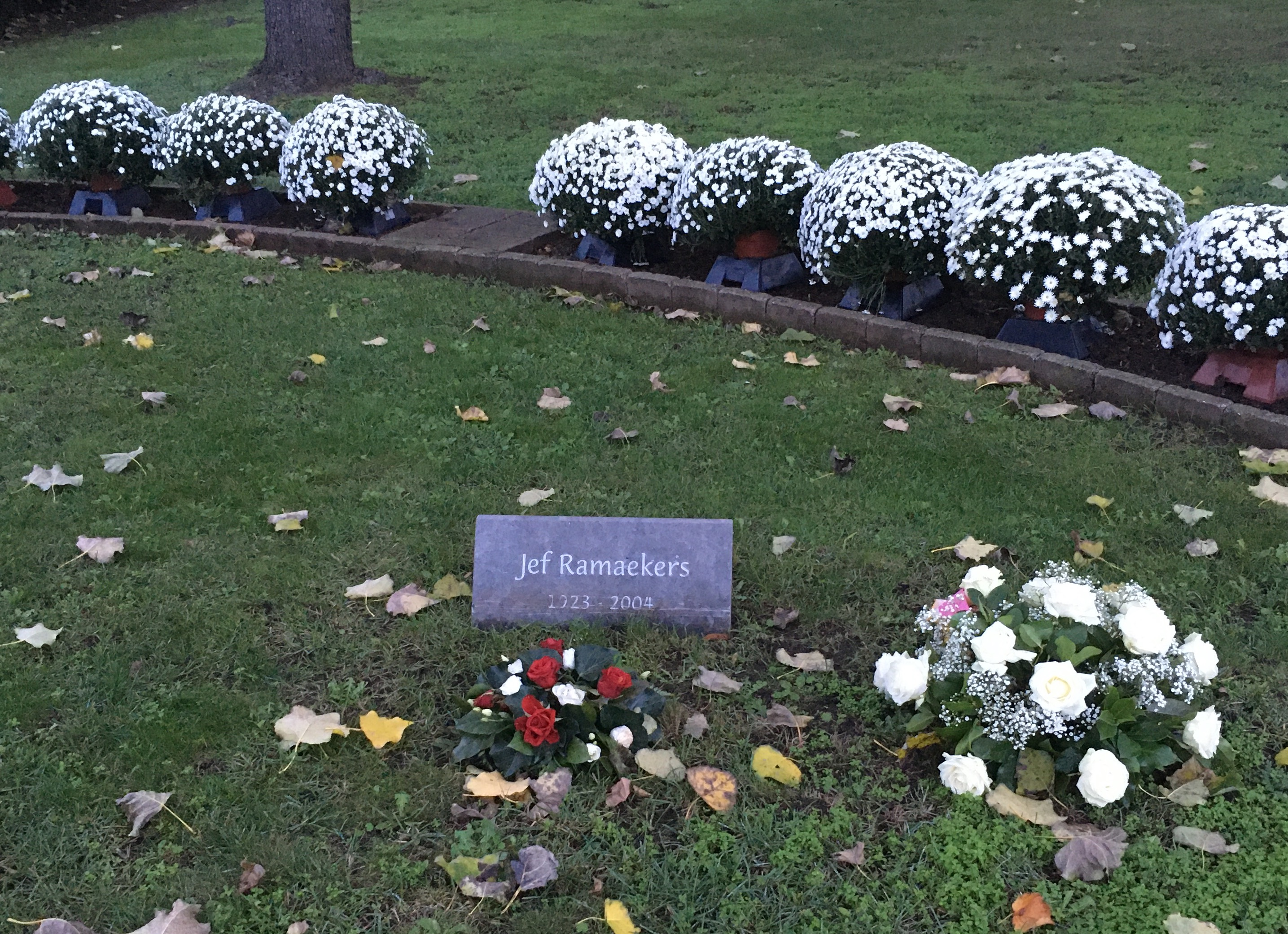
Ereplaats voor Jef Ramaekers op de begraafplaats van Mechelen.

Zijn lagere school doorliep hij in de gemeenteschool van Tienen en zijn secundaire opleiding aan het Koninklijk Atheneum Tienen alwaar hij Grieks-Latijn studeerde. Vervolgens ging hij studeren aan de rijksnormaalschool van Blankenberge, waar hij afstudeerde in 1942 als onderwijzer. Na de Tweede Wereldoorlog studeerde hij verder in de opleiding sociaal assistent van de Gewestelijke Sociale School Antwerpen en vervolgens als psychotechnicus aan de École d'Ergologie de Belgique.
Na zijn opleidingen was hij van 1942 tot 1944 leraar aan het Pro-Juventute-centrum te Nivezé. Daarna was hij van 1947 tot 1948 leraar aan de Gewestelijke Sociale School Antwerpen en van 1948 tot 1964 aan het Stedelijk Instituut voor Sociale Wetenschappen in Antwerpen. Daarnaast was hij van 1962 tot 1968 directeur Kolendirectorium belast met de arbeidsvraagstukken en directeur van het Hoger Rijksinstituut voor Paramedische Beroepen in Mechelen.
Jef Ramaekers begon aan een politieke loopbaan in de socialistische beweging als secretaris van Arthur Jauniaux, voorzitter van het Nationaal Verbond van Socialistische Mutualiteiten. Hij richtte een jongerenafdeling op, de Mutualiteit der Jonge Arbeiders (MJA), en werd er de eerste nationale secretaris van.
In Mechelen werd hij in 1949 arrondissementssecretaris van de BSP. Als vertrouwensman van Antoon Spinoy werd hij in 1954 verkozen tot provincieraadslid van Antwerpen, wat hij bleef tot in 1962. Ook was hij van februari tot december 1964 en van 1971 tot 1988 gemeenteraadslid van Mechelen.
Na het onverwachte overlijden van Spinoy in 1967, nam Ramaekers de fakkel van partijleider in Mechelen over. Na de verkiezingen van 1970 werd hij er schepen van Sport, Kunst en Cultuur,  een mandaat hij echter reeds eind 1971 opgaf. Van 1975 tot 1976 was hij schepen van Onderwijs en van 1983 tot 1986 was hij er burgemeester.
In 1968 werd hij verkozen in de Senaat als rechtstreeks gekozen senator voor het kiesarrondissement Mechelen-Turnhout. In 1977 wisselde hij de senaat voor de Kamer van volksvertegenwoordigers, waarin hij zetelde tot eind 1987. In de Kamer vertegenwoordigde hij het arrondissement Mechelen. In de periode december 1971-oktober 1980 had hij als gevolg van het toen bestaande dubbelmandaat ook zitting in de Cultuurraad voor de Nederlandse Cultuurgemeenschap, die op 7 december 1971 werd geïnstalleerd. Vanaf 21 oktober 1980 tot december 1987 was hij lid van de Vlaamse Raad, de opvolger van de Cultuurraad en de voorloper van het huidige Vlaams Parlement. Bovendien was hij van 1987 tot 1988 lid van de Parlementaire Vergadering van de Raad van Europa en de Assemblee van de West-Europese Unie.
In 1973 trad hij toe tot de regering-Leburton als staatssecretaris voor Institutionele Hervormingen. In datzelfde jaar volgde hij Anseele jr. op als minister van Verkeer en Havenbeleid. In 1977 werd hij opnieuw minister, ditmaal van Nationale Opvoeding (onderwijs) in achtereenvolgens de regeringen Tindemans IV, Vanden Boeynants II en Martens I. Hij bekleedde deze ministerpost tot 1980 en loodste het departement Onderwijs door een moeilijke periode van studentenprotest tegen de verhoging van het inschrijvingsgeld en de communautaire spanningen rond Nederlandse scholen in onder andere Schaarbeek en Komen.
In 1988 nam hij afscheid van de actieve politiek maar bleef zich inzetten in de Socialistische Partij (SP), federatie Mechelen. Hij was ook voorzitter van de Stichting Antoon Spinoy, voor ontwikkelingshulp in Zuid-Amerika.
Hij overleed in het Algemeen Ziekenhuis Heilige Familie in Reet, waar hij was opgenomen na een val. Zijn asverstrooiing vond plaats op het Stedelijk kerkhof van Mechelen op 20 november 2004, alsook de burgerlijke uitvaartplechtigheid.
Hij was een zoon van Joseph Ramaekers (1888-1969) en van Clementine Vanparys (1890-1962) en was getrouwd met Elza De Jonckheere, met wie hij twee dochters had.